# Бергер, Анатолий Соломонович
 Анато́лий Соломонович Бе́ргер (род. 5 сентября 1938, Ленинград) — советский писатель, поэт и драматург, библиотекарь.

## Биография
Анатолий Соломонович Бергер родился 5 сентября 1938 года в Ленинграде, в семье интеллигентов. Отец — физик-спектроскопист, мать — музыкант. Раннее детство пришлось на годы войны. Семья была эвакуирована под Уфу вместе с военным заводом, где работал отец.
Семья Анатолия Бергера вернулась в Ленинград в 1944 году. После школы Бергер хотел поступить на исторический факультет университета, но «не прошёл по конкурсу» (не был принят из-за процентной нормы на студентов-евреев в советских вузах). В 1962 Бергер окончил ленинградский институт культуры им. Н. Крупской; после этого два года служил в армии, в войсках ПВО в Заполярье на острове Витте; затем работал в Научной библиотеке Эрмитажа, в институте растениеводства, в институте гидротехники, в издательстве Академкнига.
Бергер начал писать стихи в возрасте тринадцати лет. Первое своё стихотворение он опубликовал в 1962 году, когда служил в армии, в коллективном сборнике «И снова зовёт вдохновенье» (Л., Лениздат, 1962), названном по первой строке этого стихотворения Бергера. Затем у Бергера были публикации в альманахах «День поэзии Ленинграда» (Л., 1964) и «Молодой Ленинград» (Л., 1966).
В 1969 году Бергер был арестован и осужден на 4 года заключения и 2 года ссылки по статье 70 ч. 1 УК РСФСР «за антисоветскую агитацию и пропаганду», то есть за неопубликованные стихотворения, пьесу «Моралите об Орфее» и эссе о поэтах серебряного века. «Паровозом» по делу был Николай Браун, на суд приезжал Василий Шульгин. Срок заключения Бергер отбывал в ИТК строгого режима в Мордовии, после чего провел 2 года в ссылке, в посёлке Курагино Красноярского края.
После освобождения и возвращения из ссылки Бергер работал экспедитором канцелярского склада (1976–79), затем библиотекарем в Горном институте. Когда в парижском журнале «Эхо» появились мемуары Бергера «Этап», напечатанные под псевдонимом Е. Горный, Бергера вызвали в КГБ, угрожали новым заключением и вынудили отказаться от издания подготовленного в Париже сборника стихов. В 1982 году несколько стихотворений Бергера были включены в самиздатовскую антологию «Острова». В 1981 Бергер выступил с докладом на неофициальной конференции, посвященной 95-летию Владислава Ходасевича.
С 1986 года стихи Бергера снова стали появляться в официальной печати. В 1989 году Бергер начал работать во Всесоюзном гуманитарном фонде им. А. С. Пушкина, возглавлял его филиал в Петербурге (до 1994), занимался издательскими проектами фонда. В 1994–1996 годах Бергер входил в руководство издательства Интерстартсервис.
В декабре 1990 года приговор, вынесенный Бергеру в 1969 году, был отменен «за отсутствием состава преступления». В 1992 Бергер добился возвращения своего архива, конфискованного при аресте.
Анатолий Бергер — член Союза писателей Санкт-Петербурга (1992), Союза писателей России, Литфонда России и Международного литфонда, член русского ПЕН-центра.
К настоящему времени изданы 18 книг стихов и прозы.

## Творчество
Начав писать стихи в 13 лет, Бергер прошёл путь от авангардных экспериментов в поэзии, сюрреалистических опытов в прозе и абсурдистских откликов в драматургии к обретению своего языка, к точности и строгости выражения, к приобщению к ценностям русской классической литературы. Боратынский, Тютчев, Фет, Ходасевич, поздний Пастернак — вот вехи на этом пути. Направление Анатолия Бергера можно характеризовать как философскую лирику, с обращением к истории, природе, родному городу, любви. В прозе Анатолия Бергера основанное место принадлежит воспоминаниям.
Кроме упомянутых публикаций в альманахах «Молодой Ленинград» и «День поэзии» и в парижском журнале «Эхо», стихи Бергера печатались в московской газете «Гуманитарный фонд» (1991), в «Русском курьере» (Нью-Йорк/Москва/Париж, 1991), в толстых литературных журналах «Нева», «Звезда», «Знамя», в антологии Евтушенко «Строфы века» (Минск/Москва, Полифакт, 1995), альманахе «Мансарда» (№ 2-3, 2000), альманахе «Петрополь» (Л., 1990, т. 2), в нью-йоркской газете «Новое русское слово» (1990, 1993), в калифорнийском еженедельнике «Встреча» (№ 1(67), 1999) и других изданиях.
В 2010 году, в рамках международного литературного фестиваля в Берлине, Бергер выступал с сообщением на конференции «Расследование или молчание. Структуры государственной безопасности, деятели искусств и критический разбор коммунистических диктатур».
В 2013 году вышло два альманаха Союза писателей России «Паровозъ» и «Лёд и пламень». В обоих подборки стихов Анатолия Бергера. Альманах «Лёд и пламень» наградил Бергера за опубликованные стихи премией.
В книге «К истории неофициальной культуры и современного русского зарубежья: 1950-1990-е.   Автобиографии. Авторское чтение», Санкт-Петербург, ООО "Контраст", 2015 ─ автобиография, интервью, подборка стихов Анатолия Бергера и авторское чтение на диске «Поэты читают свои стихи».
Подборка стихов Анатолия Бергера в сборнике поэзии «Дом писателя», Современная поэзия Санкт-Петербурга, Санкт-Петербург, Издание Санкт-Петербургского отделения общественной организации «Союз писателей России» (2016).
Стихи – в альманахе «Паровозъ», М., Союз российских писателей, 2019. Стихи и рассказы в альманахе «Юолукке – 10 лет», СПб, «Юолукка», 2019. Рассказы и стихи  в американском журнале на русском языке «Чайка» за 26 августа 2019 г., 9 февраля 2020 г., 14 марта 2020 г., 21 марта 2020 г., 12 апреля 2020 г.  «Четыре отрывка из воспоминаний»  опубликованы в альманахе американского журнала «Чайка» № 10, 2019. Публикация «Судьба поэта»  в газете «Лавка писателей» № 16(44) 31  декабря 2019 г. «Рассказы из-за решётки» ─ «Литературная  газета» № 10 11-17 марта 2020 г. 

«Анатолий Бергер мог бы стать дебютантом 60-х. Но его звезда взошла на два десятилетия позже. Что ж, за это время она не померкла. Её горькая и чистая соль светит так же ярко и яростно, так же тихо и проникновенно, преображая боль в свет».
— Александр Лаврин, журнал «Кругозор» № 11, 1991

Анатолий Бергер — из немногочисленного поколения тех, кто в конце
1960-х предпочёл благополучному продвижению по ступеням служебной (или литературной) карьеры участь изгоя, узника совести, избравшего жребий «жить не по лжи». В «вегетарианские времена», в канун 100-летия Ленина он сумел «заработать» 4 года Мордовских лагерей и 2 — ссылки в сибирском посёлке Курагино (статья 70—я УК). Выжил, вернулся, не уехал, не ушёл в политику, остался верен главному для него в жизни — русской классической поэзии. Не нажил капитала, как некоторые из «политических», на своей лагерной биографии. Продолжал писать, как писал и до заключения — ровно, медленно, приглушенными красками. Пейзажные (и городские) зарисовки, раздумья о вечных нравственных началах, нечастые обращения к истории и судьбе — вот, пожалуй, и всё… Строгие точные рифмы, размеренная повествовательная интонация.
Стихи Анатолия Бергера я воспринимаю как чистый, негромкий отклик на прозвучавшие в прошлом веке голоса самых «вершинных» русских поэтов — Баратынского, Тютчева, раннего Ивана Бунина и продолжателей их традиций из «серебряного века» — прежде всего Ходасевича.
— Из книги: Георгий Васюточкин. «На перевале тысячелетий», СПб, 2011

## Книги
- Анатолий Бергер. «Подсудимые песни», М., Прометей, 1990.
- Анатолий Бергер. «Смерть живьём». Воспоминания: тюрьма, лагерь, ссылка, Ленинград, Мордовия, Сибирь. М., ВГФ им. А. С. Пушкина, 1991.
- Анатолий Бергер. «Стрельна». Стихи, СПБ, 1993
- Анатолий Бергер. «Древние сновидения», СПб, 1998.
- Анатолий Бергер. «Стихи и проза», СПб., 2001.
- Анатолий Бергер. «Монологи». СПб., 2004.
- «Современники о Ходасевиче». Составление, предисловие и комментарий Анатолия Бергера, СПб., Алетейя, 2004
- Анатолий Бергер. «А где-то там шумит страна», СПб., 2006.
- Анатолий Бергер. «Недосказанное», СПб., издательство Балтийские сезоны, 2008

- Анатолий Бергер, Елена Фролова. Состав преступления. — СПб. : Juolukka, 2011. — 143 с. — ISBN 978-5-904699-11-6.

- Анатолий Бергер. Времен крутая соль. — СПб. : Juolukka, 2012. — 137 с. — ISBN 978-5-904699-16-1.

- Анатолий Бергер, Елена Фролова. «Горесть неизреченная», СПб., издательство Региональный издательский дом, 2014.
- Анатолий Бергер «Продрогшие созвездия», СПБ., Juolukka, 2014.
- Анатолий Бергер. «Пламень. Стихи и проза», Союз Писателей СПб., 2014.
- Анатолий Бергер. «Небыль», СПб., Juolukka, 2017.
- Анатолий Бергер «Узел», Санкт-Петербург, ИД «Петрополис»,2017. Книга издана при поддержке Министерства культуры Российской Федерации и Союза российских писателей.
- Анатолий Бергер «Избранное», Санкт-Петербург, Союз писателей Санкт-Петербурга, ИД «Петрополис», 2018. Книга издана при поддержке Комитета по печати и взаимодействию со средствами массовой информации Правительства Санкт-Петербурга.
- Анатолий Бергер «По собственному следу».
- Анатолий Бергер «Пристанище».
- Анатолий Бергер «Интонация».